# Salmo cenerinus
 Salmo cenerinus  ist eine Fischart aus der Familie der Lachsfische (Salmonidae), die in Norditalien vom Po bis zum Isonzo und am Nordhang des Apennin vorkommt. Die Art wurde in verschiedenen Gewässern außerhalb ihres ursprünglichen Verbreitungsgebiets ausgesetzt, wozu möglicherweise auch das Isonzo-Gebiet gehört. An verschiedenen Orten kam es wahrscheinlich auch zu Hybridisierungen mit eingeführten Forellen (Salmo trutta).

## Merkmale
Salmo cenerinus erreicht in Seen bis zu 80 Zentimeter, in Fließgewässern nur 40 Zentimeter Körperlänge. Sie weisen auch über einer Länge von 100 Zentimetern die balkenartige Jugendzeichnung auf, wobei die Balken deutlich vertikal gestreckt sind. Schwarze und dunkelbraune sowie rote Flecken sind am ganzen Körper vorhanden. Die Schwanzflosse ist leicht eingebuchtet.

## Lebensweise
Die Art besiedelt klare, schnellfließende und gut durchlüftete Fließgewässer im Hügelland, sowie subalpine und alpine Seen, wobei zwei verschiedene Morphen vorkommen („Bachforellen“ und „Seeforellen“). Als Nahrung dienen Wasserinsekten und andere Wirbellose, große Individuen erbeuten auch Fische. Die Laichzeit ist abhängig von Höhe und Temperatur und liegt zwischen November und Februar. Laich wird in kleineren Zuflüssen auf Kiesgrund abgelegt. Männchen werden mit zwei, Weibchen mit drei Jahren geschlechtsreif, das Höchstalter liegt bei mindestens acht Jahren.